# Carex rigidioides
Carex rigidioides är en halvgräsart som först beskrevs av Boris Nikolaevich Gorodkov, och fick sitt nu gällande namn av V.I. Kreczetowicz. Carex rigidioides ingår i släktet starrar, och familjen halvgräs. Inga underarter finns listade i Catalogue of Life.